# وردنبرگ
شهر وردانبرگ    در وردانبرگ در  کانتون سنت گالن در کشور سوئیس  واقع شده‌است که ۳۵٬۲۴۱ نفر جمعیت دارد.